# Антиблокираща система
Антиблокиращата система (ABS) е предназначена да предотврати блокирането на колелата при рязко натискане на педала на спирачките или при спиране на хлъзгав път. ABS обезпечава максимално възможното сцепление на гумите с пътя при рязко спиране, при което автомобилът запазва управляемостта си.
Абревиатурата ABS (ей-би-ес) е съкращение от anti-lock braking system (антиблокираща спирачна система).
При рязко спиране и особено когато пътят е хлъзгав, колелата на автомобила могат да блокират. В такава ситуация автомобилът може да навлезе в аквапланинг, при което спирачният път се удължава значително и се губи контрол върху управлението. Ето защо в съвременните автомобили се монтират антиблокиращи системи.
При нормално спиране системата не действа, тя се задейства, само когато колелата са напът да блокират. Системата се управлява от микрокомпютър (самостоятелно обособен електронен блок), който получава сигнали за въртенето на колелата от монтираните в тях датчици. Микрокомпютърът обработва получената информация и чрез електромагнитни клапани управлява налягането на спирачната течност към колелата. Когато едно колело при спиране е напът да блокира, системата намалява налягането към спирачния му механизъм, отпуска го и мигновено отново увеличава налягането, като го поддържа на границата на блокиране. Това водачът на превозното средство го усеща като пулсации в спирачния педал, при което вибрира и целият автомобил.
Автомобилите с ABS имат на арматурното табло индикатор, указващ действието на системата. При подаване на контакт индикаторът светва и угасва няколко секунди след потеглянето (5 – 7 km/h). Индикаторът светва при задействане на системата, т.е. при аварийно спиране. ABS включва в себе си и набор от функции за самодиагностика през определен период от време в рамките на секунди. Ако по време на движение индикаторът светне без да е натиснат педалът на спирачката, това означава, че при самодиагностиката е открит отказ в системата и задачата на индикатора в този случай е да предупреди водача. Обикновено автомобилът ще може да спира, но без работеща антиблокираща система.
При автомобилите с ABS в случай на аварийно спиране спирачният педал се натиска винаги с максимална сила заедно с педала на съединителя. ABS само оптимизира процеса на спиране, осигурявайки максимална ефективност на спирачките. Но системата не може да намали спирачния път под един физически праг, зависещ в много голяма степен от скоростта на автомобила и коефициента на сцепление между гумите и пътя. Дължината на спирачния път се определя главно от състоянието и вида на пътната настилка.
ABS е монтиран на леки и товарни автомобили, мотоциклети, ремаркета, както и на шасито на самолети. Авторите на руското списание „За рулем“ смятат, че от 2008 г. антиблокиращата система се поставя на 75% от произведените автомобили.